# French Championships 1959
Turniej tenisowy French Championships, dziś znany jako wielkoszlemowy French Open, rozegrano w 1959 roku w dniach 19 - 30 maja, na kortach im. Rolanda Garrosa w Paryżu.

## Zwycięzcy

### Gra pojedyncza mężczyzn
Nicola Pietrangeli -  Ian Vermaak 3-6, 6-3, 6-4, 6-1

### Gra pojedyncza kobiet
Christine Truman -  Zsuzsa Körmöczy 6-4, 7-5